# شهدخوار شکم‌سفید

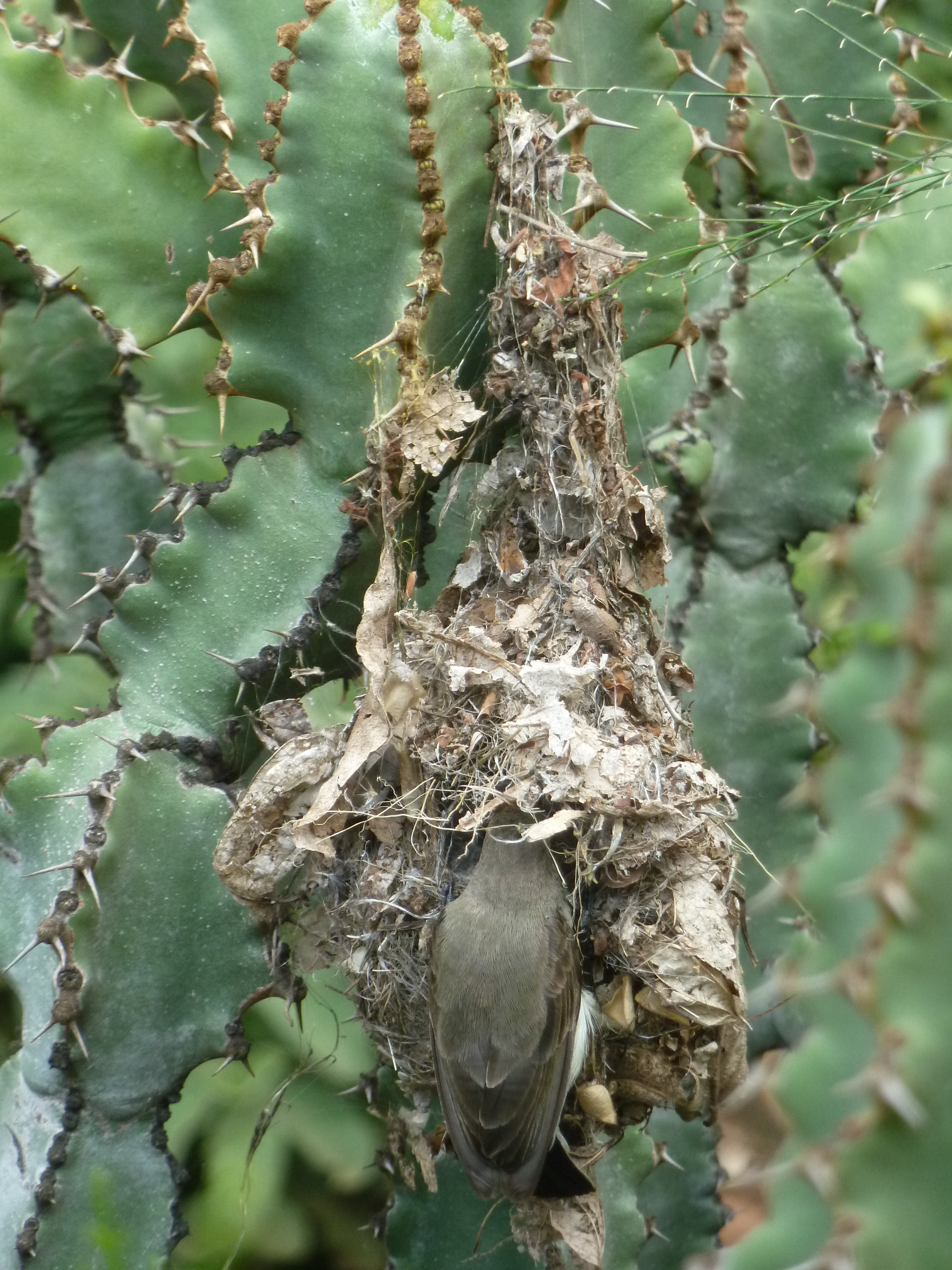
ماده در ورودی آشیانه

شهدخوار شکم‌سفید (نام علمی: Cinnyris talatala)، همچنین به عنوان «شهدخوار سینه‌سفید» شناخته می‌شود، گونه‌ای از پرندگان از خانواده شهدخواران است. در آنگولا، بوتسوانا، جمهوری دموکراتیک کنگو، مالاوی، موزامبیک، نامیبیا، آفریقای جنوبی، سوازیلند، تانزانیا، زامبیا و زیمبابوه یافت می‌شود.